# Jayavarman V.
Jayavarman V. (* 958 in Angkor, Kambodscha; † 1001) war zwischen 968 und 1001 König des Khmer-Reiches von Angkor.

## Frühe Jahre
Jayavarman V. folgte seinem Vater Rajendravarman II. auf den Thron vor Angkor, als er gerade erst 10 Jahre alt war. In seinen frühen Jahren waren naturgemäß Thronräte für die offizielle Politik zuständig. Der Lehrer, der ihn in seinen frühen Jahren unterrichtete, war der belesene Yajnavaraha, ein Enkel von König Harshavarman I. Er gilt als wichtiger Forscher, der die Lehren des Buddha, die Medizin und die Astronomie beherrschte. 967 ließ er den Tempel Banteay Srei errichten, der 20 km nordöstlich von Angkor liegt und als Juwel der Khmer-Kunst angesehen wird. Zum eigenständigen Banteay Srei-Stil (968 – 1001) gehören u. a. üppige, detailreiche und sehr plastische Reliefs. Das Bauwerk wurde während eines Gewitters schwer getroffen, was als böses Omen angesehen wurde. Die Priester vollführten ein heiliges Ritual, um die bösen Geister zu vertreiben.

## Führende Eliten
Die aristokratischen Familien dominierten den Hof Jayavarmans V. Briggs schreibt:

„Es gab wahrscheinlich keine Regierung der alten Khmer, die mehr ausgezeichnete Minister, Forscher und Würdenträger in den Inschriften erwähnt hat, als die des Jayavarman V.“

So dominierte der Saptadevakula-Klan den Großteil der täglichen Geschäfte des Königshauses. Diese Familie half wohl auch Suryavarman I. als Nachfolger Jayavarmans V. auf den Thron.

## Mahayana-Buddhismus
Auch wenn Jayavarman dem Shivaismus anhing, so tolerierte er auch durchaus den Buddhismus, der unter seiner Regierung einen Aufschwung erlebte. Kirtipandita, sein buddhistischer Minister, brachte viele Texte aus fremden Ländern nach Kambodscha, doch konnte keiner bis heute aufgefunden werden.
Buddha lehrt Toleranz gegenüber anderen Lebewesen. Der Aufschwung des Buddhismus führte auch zu mehr Frauen in wichtigen Positionen des Landes. Die jüngere Schwester von Yajnavaraha, Jahavi, half bei der Aufbringung von Geldern für den Tempel Banteay Srei, der nicht vom König gegründet wurde.

## Posthumer Name
Jayavarman regierte mehr als 30 Jahre (968 – 1001) und seine Regentschaft war friedvoll und blühend. Er starb 1001 und erhielt den Namen Paramashivaloka.